# Acords de Chapultepec
Els Acords de Chapultepec, o Acords de Pau al Salvador, foren signats el 16 de gener de 1992 entre representants del govern salvadorenc i del FMLN, posant fi a una guerra civil que durà dotze anys.
Es van signar al castell de Chapultepec, Ciutat de Mèxic, amb la presència de nombrosos caps d'estat i del Secretari General de Nacions Unides, Boutros Boutros-Ghali. Entre altres acords, es va legalitzar l'activitat política del FMLN, es van crear la Procuradoria dels Drets Humans (PDHUS), la Comissió per a la Consolidació de la Pau (COPAZ) i el Fòrum de Concertació Econòmic i Social.